# Ahmed Gailani
Sayyid Ahmed Gailani (persa: پیر سید احمد گیلانی, Districte de Surkh-Rōd, Afganistan, 1932 - Kabul, 20 de gener de 2017), va ser el líder (Pir) de l'ordre sufí Qadiriyya a l'Afganistan, i el fundador del Front Islàmic Nacional de l'Afganistan (Mahaz-i-Milli Islami ye Afghanistan), partit associat amb els mujahidins que van dirigir la guerra contra la Unió Soviètica en el decenni de 1980.

## Biografia
La família de Sayyid Ahmed Gailani descendeix d'Abd-al-Qàdir al-Jilaní, el fundador de la Qadiriyya. El seu pare, Sayyid Hasan Gailani, va néixer a Bagdad abans de traslladar-se a l'Afganistan en 1905 per a establir l'ordre Qadiriyya en aquest país. L'emir Habibullah Khan li va donar terres a Kabul i a la província oriental de Nangarhar.
Ahmed Gailani va néixer al districte de Surkh-Rōd de la província de Nangarhar de l'Afganistan, on continua sent una figura important. Va estudiar en el Col·legi Abu Hanifa de Kabul, abans de graduar-se en la Facultat de Teologia de la Universitat de Kabul en 1960. En 1952 va reforçar els estrets vincles de la seva família amb la família reial afganesa en casar-se amb Adela, neta d'Amir Habibullah.
Abans de la guerra, Gailani va invertir més temps en la seva carrera empresarial que en la direcció de la seva tariqa sufí, viatjant sovint a França i Anglaterra. A través de la seva connexió amb la monarquia, va poder obtenir el concessionari de Peugeot a Kabul.
En 1979, després que els comunistes de PDPA arribés al poder, Pir Gailani va fugir al Pakistan on va crear el Front Nacional Islàmic de l'Afganistan (NIFA), una facció monàrquica moderada. Aquest partit va ser un dels set utilitzats pel ISI, el servei d'intel·ligència pakistanès, per a distribuir armes finançades per la CIA als mujahidins que lluitaven contra l'ocupació soviètica. El NIFA tenia la postura més liberal de tots els partits de Peshawar, i va donar suport al retorn del Rei Zahir Shah de l'exili. Representant els interessos de l'establiment paixtu de preguerra, va rebutjar tant el comunisme com l'islamisme, a favor del «nacionalisme i la democràcia».
Fora del ISI, Gailani tenia pocs vincles amb patrocinadors estrangers (a diferència dels islamistes que tenien vincles en el món àrab), però va rebre un cert suport de grups de pressió conservadors estatunidencs com el Comitè per a un Afganistan lliure, una emanació de la The Heritage Foundation, i Freedom House. També estava associat amb Lord Bethell de la Ràdio Free Kabul amb seu a Londres.
A l'octubre de 2001, Pir Ahmed Gailani va encapçalar un grup de dirigents afganesos, l'Assemblea per a la Pau i la Unitat Nacional de l'Afganistan, que va tractar de guanyar-se als sectors moderats dels talibans.

## Mort
Sayed Ahmad Gilani va morir en la tarda del 21 de gener de 2017 en un hospital de Kabul després d'una breu malaltia.